# Dots
Dots (français : Points) est une courte œuvre d'animation abstraite de Norman McLaren (1'38) ; elle a été réalisée grâce aux subventions de Hilla de Rebay et la Fondation Solomon R. Guggenheim. Ce sont des tâches de couleurs vives sur un fond rouge sur une bande sonore, à base de percussions. L’effet visuel ressemble à des points bleus qui se rejoignent, s’éloignent, explosent sur un fond rouge à la fois poétique et facétieux. L’effet sonore évoque un jeu vidéo des années 80. Le son de cette œuvre née, pendant la période américaine de l'artiste, il a émigré aux États-Unis en 1939, tient en 3 octaves. C’est par hasard qu’il a découvert qu’écrire directement sur la pellicule permettait de créer de la musique. Il appelle ce procédé « sons animés » qui le conduit à développer le dessin ou la gravure sur la bande sonore et l’impression photographique sur celle-ci de motifs tracés sur des pratiques. 
Un court documentaire permet de voir comme créer de la musique à partir de dessins (À la pointe de la plume, 1951). Les sons fixés sont mis en rapport direct avec les images de façon synchronique. Notons que dès 1932 Rudolf Pfenninger (de) et Oskar Fischinger, ainsi qu'Arthur Hoérée  qui avait composé en 1934, avec Honegger, une partition semi-bruitiste pour le film Rapt de Dimitri Kirsanoff  avaient eux aussi réalisé des innovations comparables. 
McLaren explique : « Normalement dans la production de films sonores, on transforme les vibrations des instruments de musique et des autres sons en impulsions électriques ; celles-ci s’inscrivent en blanc et noir sur la bande sonore, au bord de la pellicule. Quand on projette le film, on inverse le procédé : les vibrations lumineuses causées par la bande sonore sont métamorphosées en ondes électriques, et celles-ci en sons. La plupart des procédés synthétiques suppriment quelques-uns des premiers stades. Ils produisent directement soit des impulsions électriques, soit une bande sonore en noir et blanc» (Carrière, 1988, 276). 
Dans les notes techniques il est précisé que les sons percussifs semi-musicaux ont été peints et dessinés à l'encre de Chine sur une pellicule 35 mm transparente. Les sons ont été appliqués dans la zone de bande son adjacente aux images ; dans ce cas-ci, sur la pellicule même où ont été dessinées les images. Pour assurer la synchronisation durant la projection, la bande son a été positionnée 20 images en amont du point de correspondance entre l'image et le son. En vue de la diffusion, la bande son a ensuite été repiquée sur un format à élongation variable. Presque tous les sons ont été dessinés en forme de « notes » ayant une attaque abrupte ou immédiate et, lorsque possible, une chute terminée en pointe, avec une forme ou contour exponentiel. Pour obtenir un son d'une hauteur déterminée, un minimum de six traits suffit s'ils sont également espacés; plus les traits sont rapprochés, plus la note est aiguë ; plus ils sont espacés, plus la note est basse.